# Trofeo Città di Valladolid
Il Trofeo Città di Valladolid (in spagnolo Trofeo Ciudad de Valladolid) è una competizione calcistica amichevole che si disputa dal 1972 nel mese di agosto a Valladolid, in Spagna.
Il torneo ha conosciuto varie formule (quadrangolari, triangolari, partite uniche) e vede la partecipazione fissa del Real Valladolid, che l'ha conquistato in 23 occasioni.

## Albo d'oro

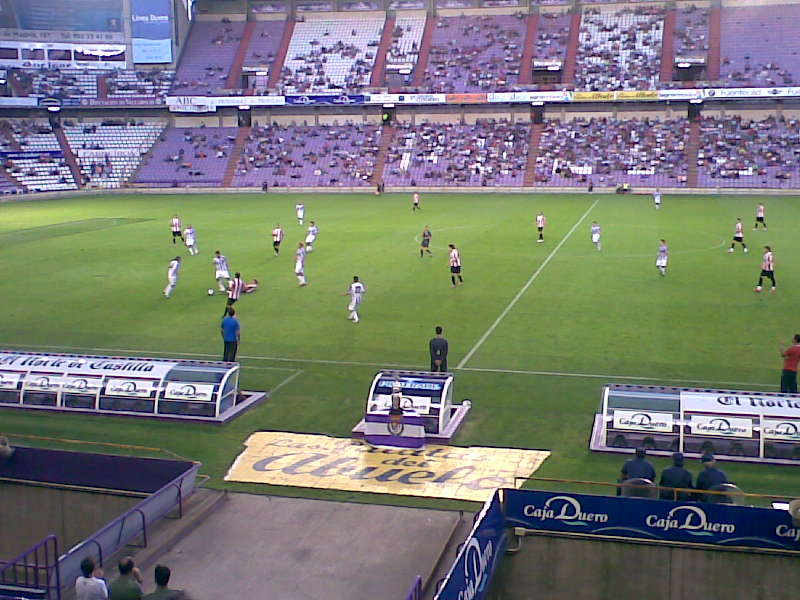
Sfida tra Real Valladolid e Athletic Bilbao per l'assegnazione del XXXVI Trofeo Ciudad de Valladolid nel 2008.

| Edizione | Anno | Squadra campione     | Seconda class.            | Risultato |
| -------- | ---- | -------------------- | ------------------------- | --------- |
| I        | 1972 | Real Valladolid      | Vasas                     | 1-0       |
| II       | 1973 | Dinamo Kiev          | Real Valladolid           | 2-0       |
| III      | 1974 | Dinamo Kiev          | Real Valladolid           | 2-0       |
| IV       | 1975 | Boca Juniors         | Belenenses                | 2-1       |
| V        | 1976 | Real Valladolid      | Racing Santander          | 1-0       |
| VI       | 1977 | Salamanca            | Real Valladolid           | 0-0       |
| VII      | 1978 | Espanyol             | Real Valladolid           | 1-1       |
| VIII     | 1979 | Real Valladolid      | OFK Belgrado              | 2-1       |
| IX       | 1980 | Real Valladolid      | Tampico Madero            | 1-0       |
| X        | 1981 | Grêmio               | Tatabánya                 | 2-1       |
| XI       | 1982 | Cruzeiro             | Real Valladolid           | 5-0       |
| XII      | 1984 | Real Valladolid      | Boavista                  | -         |
| XIII     | 1985 | Real Valladolid      | Újpesti Dózsa             | 2-1       |
| XIV      | 1986 | Real Saragozza       | Nacional                  | 1-0       |
| XV       | 1987 | Real Valladolid      | Club Universidad Nacional | -         |
| XVI      | 1988 | Real Valladolid      | Atlético Madrid           | 1-0       |
| XVII     | 1989 | Real Saragozza       | Real Valladolid           | 1-0       |
| XVIII    | 1990 | Barcellona           | Real Valladolid           | 1-1       |
| XIX      | 1991 | Real Valladolid      | Internacional             | 2-2 (3-1) |
| XX       | 1992 | Atlético Madrid      | Real Valladolid           | 0-0 (4-3) |
| XXI      | 1993 | Real Valladolid      | Palmeiras                 | 2-1       |
| XXII     | 1994 | Real Valladolid      | Atlético Madrid           | -         |
| XXIII    | 1995 | Atlético Madrid      | Real Valladolid           | -         |
| XXIV     | 1996 | Real Valladolid      | Racing Santander          | 0-0 (4-2) |
| XXV      | 1997 | Vitória              | Real Valladolid           | 1-0       |
| XXVI     | 1998 | Betis Siviglia       | Real Valladolid           | 1-0       |
| XXVII    | 1999 | Racing de Santander  | Real Valladolid           | 3-0       |
| XXVIII   | 2000 | Real Valladolid      | Aris Salonicco            | 4-1       |
| XXIX     | 2001 | Real Valladolid      | Perugia                   | 3-2       |
| XXX      | 2002 | Real Valladolid      | Deportivo La Coruna       | 0-0 (4-2) |
| XXXI     | 2003 | Real Valladolid      | Bourdeaux                 | 2-0       |
| XXXII    | 2004 | Real Valladolid      | Siviglia                  | 1-1 (3-2) |
| XXXIII   | 2005 | Real Valladolid      | Real Saragozza            | 1-0       |
| XXXIV    | 2006 | Getafe               | Real Valladolid           | 0-0 (5-4) |
| XXXV     | 2007 | Lilla                | Real Valladolid           | 2-1       |
| XXXVI    | 2008 | Real Valladolid      | Athletic Bilbao           | 5-2       |
| XXXVII   | 2009 | Real Valladolid      | Villarreal                | 1-0       |
| XXXVIII  | 2011 | Getafe               | Real Valladolid           | 1-0       |
| XXXIX    | 2012 | Athletic Bilbao      | Real Valladolid           | 2-2 (3-1) |
| XL       | 2013 | Valencia             | Real Valladolid           | 4-2       |
| XLI      | 2014 | Real Valladolid      | Rayo Vallecano            | 2-1       |
| XLII     | 2015 | Real Valladolid      | Eibar                     | 1-0       |
| XLIII    | 2016 | Real Valladolid      | Deportivo Alavés          | 1-1 (3-2) |
| XLIV     | 2017 | FC Paços de Ferreira | Real Valladolid           | 0-0 (5-4) |
| XLV      | 2018 | Real Valladolid      | Olympique Lione           |           |

## Titoli per club
| Club             | Vittorie | Sconfitte | Anni vittorie | Anni sconfitte                                                                                             |
| ---------------- | -------- | --------- | --- | --- |
| Real Valladolid  | 23       | 18        | 1972, 1976, 1979, 1980, 1984, 1985, 1987, 1988, 1991, 1993, 1994, 1996, 2000, 2001, 2002, 2003, 2004, 2005, 2008, 2009, 2014, 2015, 2016 | 1973, 1974, 1977, 1978, 1982, 1989, 1990, 1992, 1995, 1997, 1998, 1999, 2006, 2007, 2011, 2012, 2013, 2017 |
| Atlético Madrid  | 2        | 2         | 1992, 1995 | 1988, 1994                                                                                                 |
| Real Saragozza   | 2        | 1         | 1986, 1989 | 2005 |
| Dinamo Kiev      | 2        |           | 1973, 1974 | |
| Getafe           | 2        |           | 2006, 2011 | |
| Racing Santander | 1        | 2         | 1999 | 1976, 1996                                                                                                 |
| Boca Juniors     | 1        |           | 1975 | |
| Espanyol         | 1        |           | 1978 | |
| Salamanca UDS    | 1        |           | 1977 | |
| Grêmio           | 1        |           | 1981 | |
| Cruzeiro         | 1        |           | 1982 | |
| Barcellona       | 1        |           | 1990 | |
| Vitória          | 1        |           | 1997 | |
| Betis            | 1        |           | 1998 | |
| Lilla            | 1        |           | 2007 | |
| Athletic Bilbao  | 1        |           | 2012 | |
| Valencia         | 1        |           | 2013 | |
| Paços Ferreira   | 1        |           | 2017 | |